# Polestar 3
Polestar 3 — среднеразмерный электромобиль-кроссовер, выпускаемый компанией Polestar с 2022 года.

## Описание
Автомобиль Polestar 3 впервые был представлен 12 октября 2022 года в Копенгагене. Он базируется на той же платформе, что и Volvo EX90 с 2023 года.

## Технические характеристики
Запас хода автомобиля Polestar 3 610 км по циклу WLTP или 482 км по американскому циклу EPA. Автомобиль оснащается электродвигателем мощностью 517 л. с. По габаритам модель близка к Volvo EX90. Паспортный клиренс 211 мм (для Европы 201 мм). Элементы оперения выполнены в стиле Ferrari. Шасси — с двойными поперечными рычагами спереди и многорычажкой сзади, уже в базе есть пневматическая подвеска с двухкамерными пневмобаллонами и адаптивными амортизаторами ZF. На передней оси установлены четырехпоршневые тормозные механизмы Brembo, сзади — простые однопоршневые тормоза.
| Мощность  | Крутящий момент | Максимальная скорость | Разгон   | Напряжение | Компоновка                   | Запас хода   | Годы производства |
| --------- | --------------- | --------------------- | -------- | ---------- | ---------------------------- | ------------ | ----------------- |
| 489 л. с. | 841 Н⋅м         | 209 км/ч              | 4,9 сек. | 400 В      | Двухмоторная, полноприводная | 480 км (EPA) | С 2024            |
| 517 л. с. | 910 Н⋅м         | 209 км/ч              | 4,6 сек. | 400 В      | Двухмоторная, полноприводная | 430 км (EPA) | С 2024            |

## Галерея
| - Вид сзади - Торпедо |